# David Schweikert
David Schweikert, né le 3 mars 1962 à Los Angeles, est un homme politique américain, représentant républicain de l'Arizona à la Chambre des représentants des États-Unis depuis 2011.

## Biographie

### Jeunesse et débuts en politique
Encore jeune, David Schweikert est adopté par ses parents, Bill — lui-même enfant adopté — et Lee Schweikert. Il est diplômé d'un grade d'associé du Scottsdale Community College en 1985, puis d'un baccalauréat universitaire en sciences de l'université d'État de l'Arizona trois ans plus tard. Il obtient un master en administration des affaires de la même université des années plus tard, en 2005.
Il se présente à la Chambre des représentants de l'Arizona en 1988, mais échoue à obtenir l'investiture républicaine. Il y est élu de 1991 à 1995. En 1994, il tente sans succès d'être candidat du Parti républicain à la Chambre des représentants des États-Unis. Il rejoint ensuite le conseil de l'égalisation de l'Arizona, où il siège de 1995 à 2003. Il est élu trésorier du comté de Maricopa en 2003 et occupe le poste de 2004 à 2006.
En 2008, il se présente à la Chambre des représentants des États-Unis dans le 5e district de l'Arizona. Le district occupe le nord-est du comté de Maricopa, dont les villes de Tempe et Scottsdale. Il arrive en tête de la primaire républicaine avec 29,5 % des suffrages contre 27,4 % à la lobbyiste Bitter Smith. Il affronte le représentant démocrate modéré Harry Mitchell (en). Il est battu en réunissant 43,6 % des voix contre 53,2 % pour Mitchell.

### Représentant des États-Unis

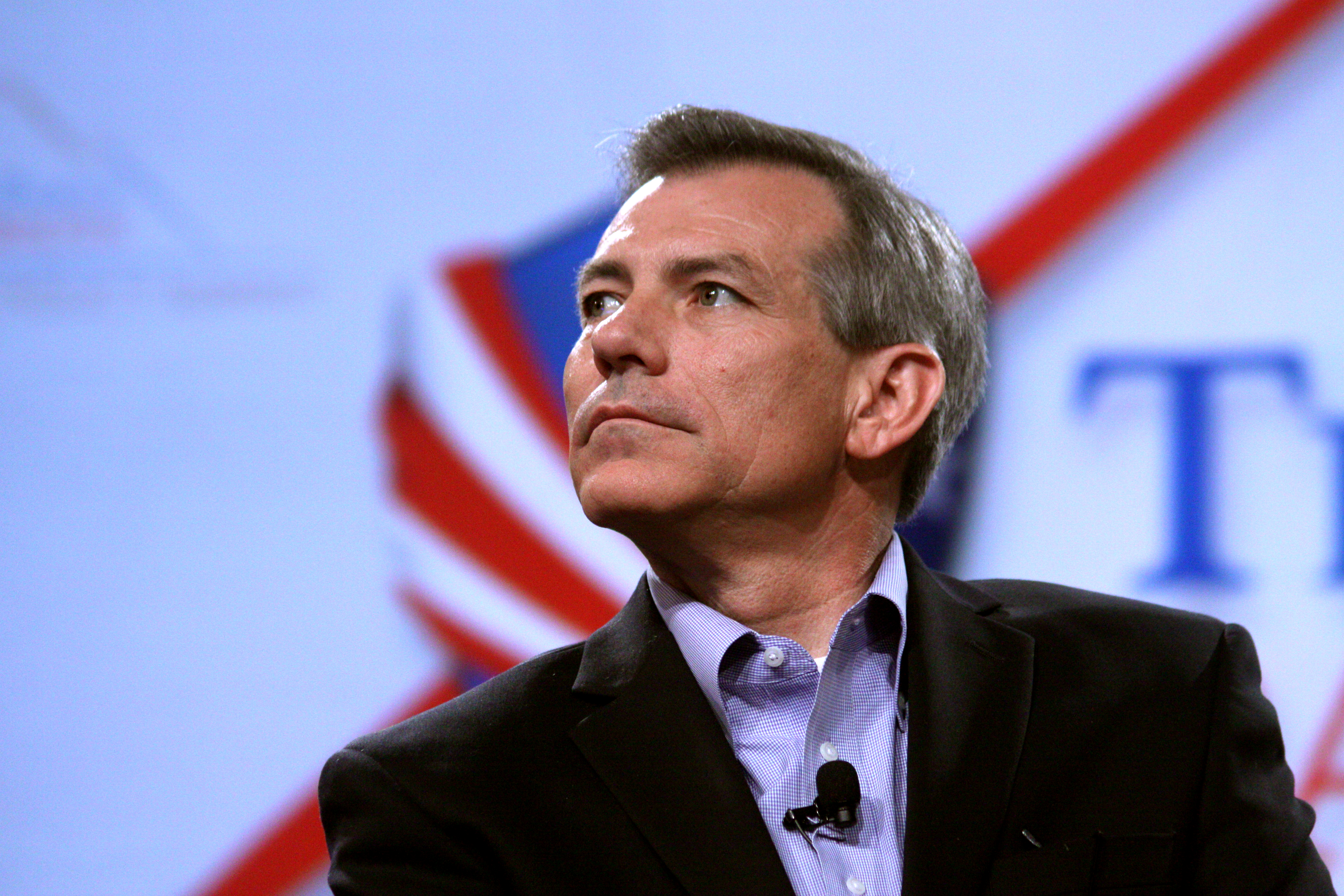
Schweikert lors d'un meeting des Tea Party Patriots en 2011.

Schweikert tente de prendre sa revanche deux ans plus tard. Il remporte la primaire avec 38 % des voix. Le duel est considéré comme indécis voire favorable à Schweikert, d'autant plus que les républicains sont plus nombreux que les démocrates dans le district. Il fait campagne sur une baisse des régulations et des impôts. Porté par la « vague républicaine », il est élu avec 52 % des suffrages contre 43,2 % pour Mitchell.
À la suite du redécoupage des circonscriptions, il se présente en 2012 dans le 6e district. Il remporte la primaire républicaine face au représentant Ben Quayle. Le district étant profondément conservateur, il est presque assuré d'être élu lors de l'élection générale. Il est réélu avec 61,3 % des voix en novembre 2012, puis avec 64,9 % des voix en 2014.
Il envisage de se présenter à l'élection sénatoriale de 2016 dans l'Arizona face à John McCain, mais est finalement candidat à sa réélection à la Chambre des représentants. Il est réélu avec une marge de 24 points en 2016, réduite à 10 points en 2018.
En 2019, il fait l'objet d'une enquête de la commission d'éthique de la Chambre des représentants pour une mauvaise utilisation de ses fonds publics ainsi que des dons illégaux reçus d'anciens employés,. Il dépense alors des centaines de milliers de dollars de fonds de campagne pour couvrir ses frais d'avocat.

### Vie privée
En 2015, il adopte avec sa femme Joyce un nouveau-né prénommée Olivia.